# Marcel Pronovost
Joseph René Marcel Pronovost (* 15. Juni 1930 in Lac-à-la-Tortue, Québec; † 26. April 2015 in Windsor, Ontario) war ein kanadischer Eishockeyspieler und -trainer, der von 1949 bis 1970 für die Detroit Red Wings und Toronto Maple Leafs in der National Hockey League spielte.

## Karriere
Pronovost wuchs als eines von zwölf Kindern auf. Nachdem seine Familie nach Shawinigan umgezogen war, spielte er für sein Schulteam auf der Shawinigan Tech und war dort der herausragende Stürmer. Die Montréal Canadiens, die ein Vorrecht auf Spieler in Québec hatten, zeigten jedoch kein Interesse an ihm. Als die Detroit Red Wings mit Larry Wilson einen jungen Spieler unter Vertrag nahmen, der für die Shawinigan High spielte, empfahl ihnen dieser, auch einen Blick auf Pronovost zu werfen. Die Red Wings holten ihn in ihr Juniorenteam zu den Windsor Spitfires in die Ontario Hockey Association, wo man ihn zum Verteidiger umschulte. Schon früh setzte man ihn vereinzelt im Seniorenbereich beim Detroit Auto Club in der International Hockey League ein.
Zum Ende seiner ersten Saison im Seniorenbereich bei den Omaha Knights in der United States Hockey League wurde er für die Playoffs 1949/50 zu den Red Wings berufen. Dort hatte sich Gordie Howe verletzt, und nachdem man dafür Red Kelly in den Angriff versetzt hatte, durfte Pronovost den Platz von Kelly in der Verteidigung einnehmen. So kam er noch vor seiner Rookiesaison zu seinem ersten Stanley Cup. In der folgenden Spielzeit wechselte er zwischen Detroit und den Indianapolis Capitals in der American Hockey League. In der Saison 1951/52 setzte er sich dann endgültig im Kader der Red Wings fest. In der Defensive zeigte er sich robust und kompromisslos, doch umso mehr er vor dem eigenen Tor austeilte, musste er bei seinen offensiven Aktionen einstecken. Bis zu seinem Karriereende musste er 14 Mal wegen eines Nasenbeinbruchs behandelt werden. Als einer der dominierenden Verteidiger seiner Zeit wurde er von 1958 bis 1961 viermal in Folge ins NHL All-Star Team berufen.
Zur Saison 1965/66 gab man ihn gemeinsam mit Eddie Joyal, Autry Erickson, Larry Jeffrey sowie Lowell MacDonald an die Toronto Maple Leafs ab und erhielt im Gegenzug Andy Bathgate, Billy Harris und Gary Jarrett. In Toronto stand er in der Saison 1966/67 im ältesten Team, das jemals den Stanley Cup gewinnen konnte. Nach sieben Spielen in der Saison 1969/70 beendete er seine NHL-Karriere, da er sich nicht mehr fit genug für diese Liga hielt.
Er spielte noch einige Jahre für die Tulsa Oilers in der Central Hockey League und sammelte dort auch seine ersten Erfahrungen als Spielertrainer.
Punch Imlach, der bei den Maple Leafs sein Trainer war, hatte inzwischen die Buffalo Sabres als General Manager übernommen. Er verpflichtete Pronovost dort als Trainer. In der Saison 1977/78 erreichten die Sabres hervorragende 105 Punkte, doch als im darauffolgenden Jahr der Erfolg ausblieb, musste er seinen Platz räumen. Noch in derselben Saison übernahm er die Hull Olympiques in der QMJHL. Als Assistenztrainer kehrte er in die NHL zurück und stand hinter der Bande der Detroit Red Wings. Seine letzte Trainerstation war bei den Windsor Spitfires in der Ontario Hockey League.
Er arbeitete in der Folge als Scout für den Central Scouting Service der NHL und später für die New Jersey Devils. Mit den Devils kam er als Scout bisher zu drei weiteren Erwähnungen auf dem Stanley Cup.
Auch einige seiner Brüder wurden erfolgreiche Eishockeyspieler. André war mit vier Stanley-Cup-Triumphen der erfolgreichste, Jean kam auf knapp 1.000 Einsätze, überwiegend für die Pittsburgh Penguins, doch auch Claude kam als Torwart zu drei Einsätzen. Sein Großneffe Anthony Mantha, Andrés Enkelsohn, ist ebenfalls Eishockeyspieler und spielt aktuell bei den Detroit Red Wings.
Pronovost verstarb am 26. April 2015 im Alter von 84 Jahren in Windsor.

## Sportliche Erfolge
- Stanley Cup: 1950, 1952, 1954, 1955 und 1967 (als Spieler); 1995, 2000 und 2003 (als Scout)

### Persönliche Auszeichnungen
- AHL Second All-Star Team: 1951
- NHL First All-Star Team: 1958 und 1959
- NHL Second All-Star Team: 1960 und 1961